# Édouard Martin de Strasbourg
Pour les articles homonymes, voir Édouard Martin et Martin.
Édouard Martin, dit Martin de Strasbourg, né à Mulhouse le 7 juin 1801, mort à Paris le 21 décembre 1858, est un avocat et homme politique français.

## Biographie

### Du barreau de Strasbourg à la Chambre des députés
Fils d'un pharmacien protestant mulhousien, Édouard Martin fit des études de droit à Strasbourg, où il s'installa et où il fut reçu avocat en 1827 et docteur en droit en 1829. De sensibilité libérale puis républicaine après 1830, il prit en 1835 la défense du cercle patriotique de Strasbourg, un club républicain dont il faisait partie, puis, en 1837, il plaida en faveur de M. de Querelles, un des coaccusés du colonel Vaudrey dans l'affaire de Strasbourg. Lors de sa plaidoirie, il n'hésita pas à déclarer : « Nous aussi, nous avons été réduits à nous écrier : système représentatif, système corrupteur ! Nous en cherchons depuis longtemps les causes. Est-ce le peuple qui est corrupteur? Non, la corruption vient d'en haut, la corruption vient du pouvoir lui-même ».
Devenu une personnalité de la gauche alsacienne, il fut élu en 1837 à la Chambre des députés, où il reçut le surnom de « Martin de Strasbourg » afin de le distinguer de ses collègues homonymes (Jean-Louis Martin, député de l'Isère, et, surtout, Nicolas Martin, dit Martin du Nord).
Siégeant parmi l'extrême-gauche aux côtés de François Arago, Jacques Laffitte et Dupont de l'Eure, Martin de Strasbourg prit parti pour la réforme électorale (abaissement du cens et intégration au corps électoral des « capacités », c'est-à-dire des hommes très éduqués mais ne remplissant pas les conditions du suffrage censitaire). Réélu en 1839, il est battu en 1842.
Poursuivant à la Cour de cassation de Paris son activité de magistrat, il plaida de nombreux procès de presse et obtint, avec Crémieux, l'abolition définitive du serment more judaïco (1848).

### Sous la Deuxième République
Après avoir pris part à la campagne des banquets qui précipita la chute de la monarchie de Juillet, Martin de Strasbourg fit partie, le 24 février 1848, des hommes du National qui établirent une liste des membres Gouvernement provisoire, corrigée quelques heures plus tard pour en retirer Odilon Barrot et y inclure les hommes de La Réforme (Ferdinand Flocon, Louis Blanc). Il fut ensuite chargé par le Gouvernement provisoire de présider une commission de réforme de l'organisation judiciaire.
Élu représentant du Bas-Rhin à l'Assemblée nationale constituante (23 avril 1848), il siégea à gauche et vota pour l'abolition de la peine de mort, contre la proposition Rateau et contre l'interdiction des clubs. Le 18 mai, il fut élu à la commission parlementaire de dix-huit membres chargée de préparer la nouvelle Constitution. Au sein de cette commission présidée par Cormenin, il proposa en vain de faire élire le président de la république par l'Assemblée et d'attribuer au président un droit de dissolution. Or, ce fut l'avis de Tocqueville, favorable à une stricte séparation des pouvoirs, qui l'emporta. Ainsi doté d'une légitimité démocratique équivalente à celle de l'Assemblée mais privé de tout moyen d'action légal à l'encontre de cette dernière, le président ne pouvait que se soumettre au pouvoir législatif ou - ce que Tocqueville et ses collègues n'avaient pas prévu - le renverser par un Coup d'État.
Après les Journées de Juin, Martin de Strasbourg rallia le général Cavaignac et fit partie de la majorité qui lui confia la direction du gouvernement après l'écrasement de l'émeute. Le 6 octobre, il vota pour l'amendement Grévy qui proposait de faire élire le président de la république par l'Assemblée et non par le peuple. Accusé de trahir le principe du suffrage universel au profit d'un candidat Cavaignac ayant plus de chances auprès de l'Assemblée qu'auprès du peuple, il argumenta son choix en faisant preuve d'une lucidité visionnaire : « Pourquoi ne puis-je pas consentir à la nomination du président par le pays ? Parce que nous n'aurons pas un président comme nous le voulons, mais un roi électif, plus qu'un roi ordinaire. Qu'arrivera-t-il si vous avez deux pouvoirs sortant de la même source, égaux en force ? Croyez-vous qu'il n'y aura pas un conflit, et au bout de ce conflit, la révolution et l'usurpation ? Eh bien ! Pour moi, je crois la chose dangereuse et je la repousse de toutes mes forces ». Cependant, un discours lyrique de Lamartine incita la majorité de ses collègues à repousser l'amendement Grévy.
Opposé à la politique du président Louis-Napoléon Bonaparte, il ne fut pas réélu à la Législative en 1849. Hostile au coup d'État du 2 décembre 1851 - qu'il avait prévu dès 1848 - et au rétablissement de l'Empire en 1852, il abandonna sa charge d'avocat au conseil d'État et à la Cour de cassation pour ne pas avoir à prêter serment à Napoléon III. Il termina par conséquent sa carrière comme avocat au barreau de Paris.